# کوه هاچیجو فوجی

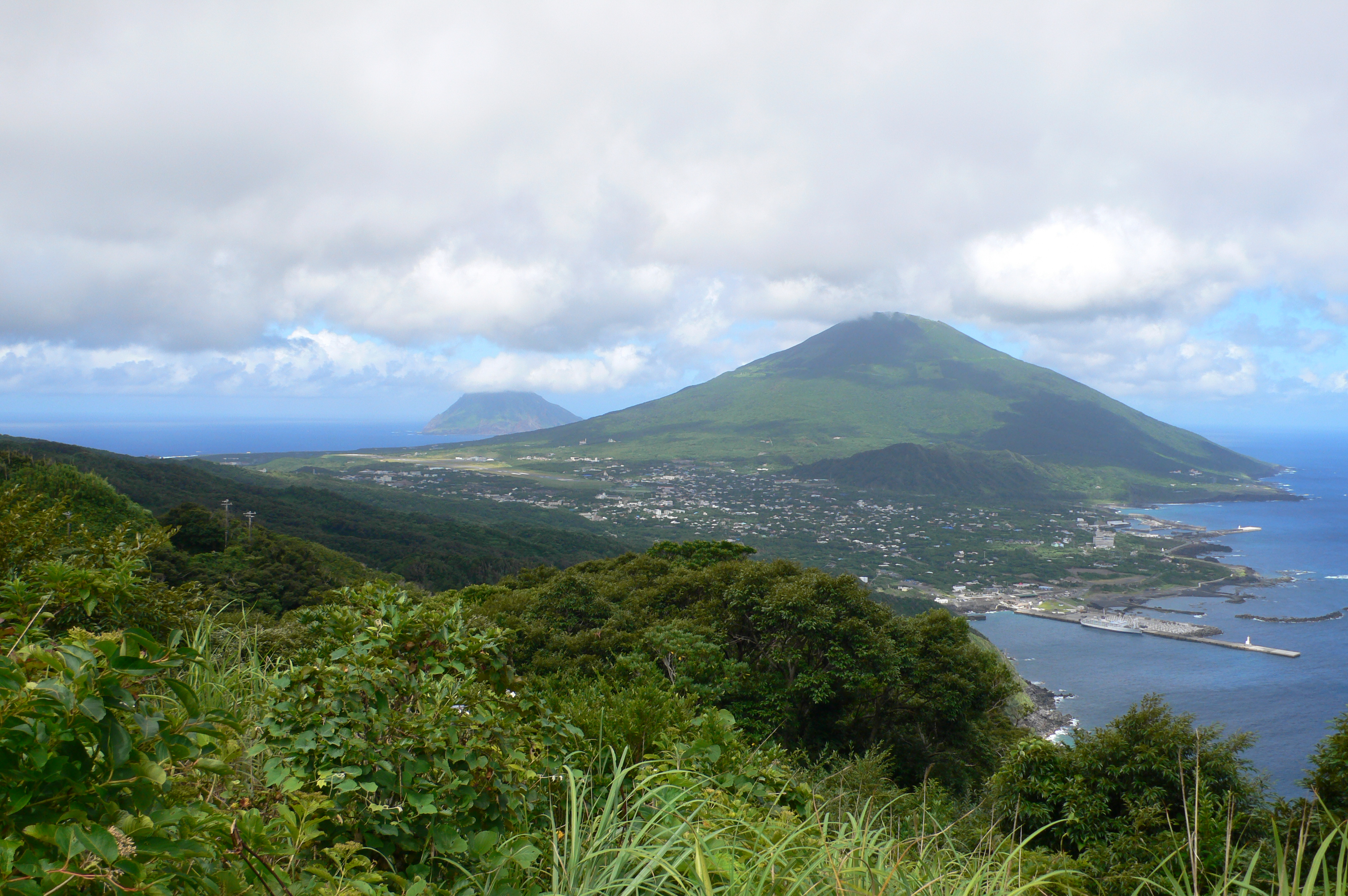
جزیرهٔ هاچی جو.

کوه هاچی‌جو فوجی (به زبان ژاپنی 八丈富士) یکی از کوه‌های واقع در جزایر ایزو در استان توکیو در ژاپن است. این کوه در جزیرهٔ هاچی‌جوجیما (八丈島) قرار دارد. ارتفاع آن ۸۵۴ متر است.
طول مسیر راهپیمایی ۸ و نیم کیلومتر است. به‌طور تقریبی پیمودن این مسیر ۴ ساعت و ۲۰ دقیقه طول می‌کشد.

## نگارخانه

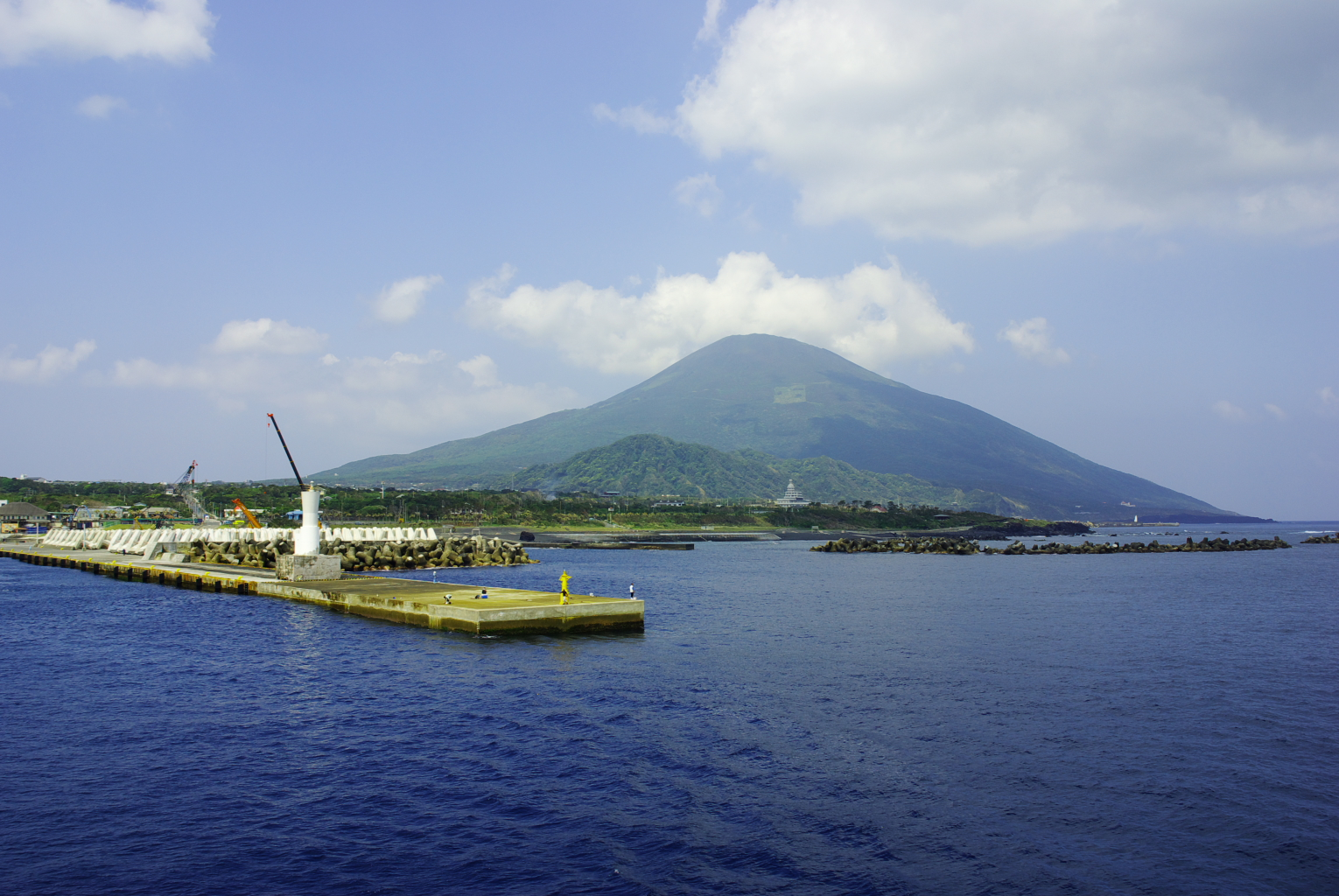
جزیرهٔ هاچی جو (八丈島) و کوه هاچی جو فوجی (八丈富士) . برای بهتر دیدن عکس بر روی آن کلیک کنید.
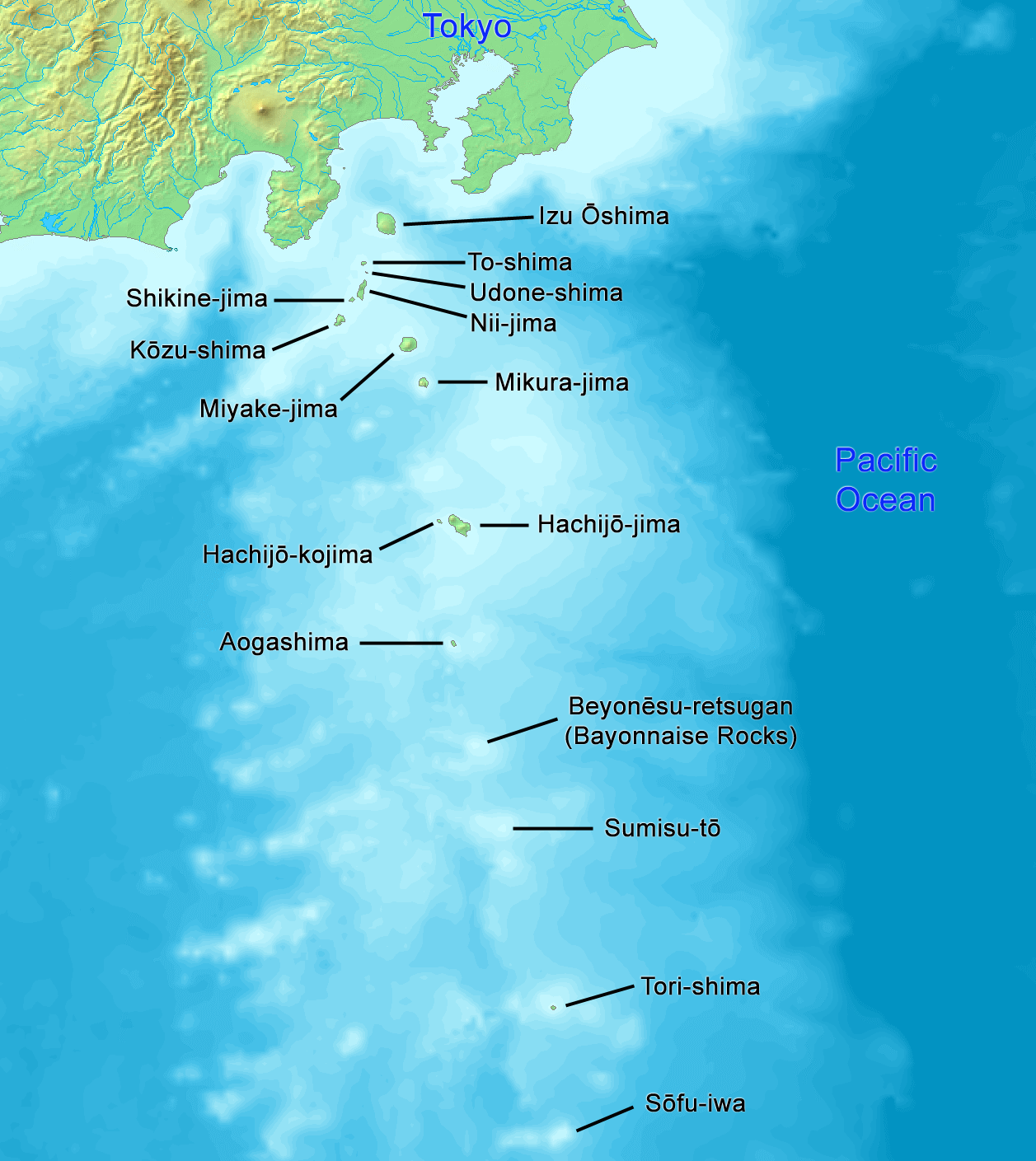
نقشهٔ جزیرهٔ هاچی‌جوجیما (八丈島)، یکی جزایر ایزو (伊豆). برای بهتر دیدن عکس بر روی آن کلیک کنید.